# Spouse of the Chief Executive of Hong Kong

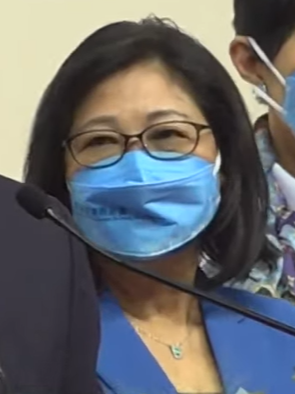
Janet Lam 2022.

Spouse of the Chief Executive of Hong Kong (chinesisch 香港總督及香港行政長官配偶, Pinyin Xiānggǎng zǒngdū jí Xiānggǎng xíngzhèngzhǎngguān pèiǒu; dt. Gattin des Oberbeamten von Hongkong oder Gatte des Oberbeamten von Hongkong) ist die Bezeichnung für die Gattin oder den Gatten des Chief Executive of Hong Kong (Regierungschef der chinesischen Sonderverwaltungszone). Es gab bisher vier Frauen und einen Mann in dieser Rolle. Es gibt keinen offiziellen formellen Titel.

## Amtsträger
| No. | Bild | Name                     | Amtszeit      | Amtszeit      | Amtszeit          | Chief Executive              |
| No. | Bild | Name                     | Amtsantritt   | Amtszeitende  | Amtszeit          | Chief Executive              |
| --- | ---- | ------------------------ | ------------- | ------------- | ----------------- | ---------------------------- |
| 1   |      | Betty Tung (geb. 1936)   | 1. Juli 1997  | 12. März 2005 | 7 Jahre, 254 Tage | Tung Chee-hwa (geb. 1937)    |
| 2   |      | Selina Tsang (geb. 1946) | 21. Juni 2005 | 30. Juni 2012 | 7 Jahre, 9 Tage   | Donald Tsang (geb. 1944)     |
| 3   |      | Regina Leung (geb. 1957) | 1. Juli 2012  | 30. Juni 2017 | 4 Jahre, 364 Tage | Leung Chun-ying (geb. 1954)  |
| 4   |      | Lam Siu-por (geb. 1954)  | 1. Juli 2017  | 30. Juni 2022 | 6 Jahre, 27 Tage  | Carrie Lam (geb. 1957)       |
| 5   |      | Janet Lam Lai-sim        | 1. Juli 2022  |               |                   | John Lee Ka-chiu (geb. 1957) |